# Клодион (скульптор)
Клод Мише́ль, более известный как Клодио́н (фр. Claude Michel, Clodion; 20 декабря 1738, Нанси — 29 марта 1814, Париж) — французский (лотарингский) скульптор, представитель камерного направления французского неоклассицизма, известный более всего статуэтками из терракоты.

## Биография
Родился в Нанси в семье потомственных лотарингских скульпторов. Его мать, Анна Адан, была дочерью Жакоба Сижисбера и сестрой скульпторов Ламбера-Сижисбера Адана и Франсуа-Гаспара Адана. Учителями были его отец, придворный скульптор прусского короля Томас Мишель, потом, с 1755 года, в Париже, дядя, Ламбер-Сижисбер, после смерти которого в 1759 году Клод Мишель поступил в мастерскую знаменитого скульптора Жана-Батиста Пигаля. В 1759 и 1761 годах получил соответственно главный приз и серебряную медаль за свои произведения, выставленные в Королевской Академии живописи и скульптуры. В 1762 году уехал в Рим, где провёл девять лет, изучая античное искусство.
Изящная пластичность его камерных произведений — изображений нимф, эротов, сатиров и вакханок — соответствовала вкусам переходного стиля от рококо к неоклассицизму, что и принесло ему известность в артистических кругах, а также множество заказов от любителей искусства разных стран. Императрица Екатерина II тоже приобретала его произведения. Перед тем как пригласить в Россию Этьена-Мориса Фальконе, она, через своих агентов, настойчиво уговаривала приехать Клодиона, но тот предпочёл Италию.
По возвращении во Францию в 1771 году избран в 1773 году в члены Королевской Академии живописи и скульптуры. В 1782 году женился на Катрин Флор, дочери скульптора Огюстена Пажу. Работы Клодиона, несмотря на их камерный и фривольный характер, экспонировали в королевском Салоне. Они продолжали пользоваться спросом, пока не изменились исторические условия и вкусы французского общества в период французской революции, стиля Директории и ампира. Клодион вернулся в Нанси и продолжал работать до самой старости.

## Творчество
Помимо портретов Монтескьё, Гомера, скульптуры «Умирающая Клеопатра» (Музей Виктории и Альберта в Лондоне) Клодион изготавливал модели статуэток из бисквита для Севрской фарфоровой мануфактуры, рисунки плакеток, ваз и канделябров. Он работал в мраморе, бронзе и терракоте. Свои произведения Клодион тиражировал и они поступали в продажу, что было ново для того времени. За мягкий и изящный стиль Клодиона прозвали «Фрагонаром скульптуры». Его учеником был Жозеф-Шарль Морен (1759—1834).

## Галерея
- Поэзия и музыка; Национальная галерея, Вашингтон.
- Семья фавнов; Национальная галерея, Вашингтон.
- Сатир-женщина с детьми; Художественный музей Уолтерса
- Львовская галерея искусств
- Речная нимфа; Государственный музей изобразительных искусств имени А. С. Пушкина